# Mark L. De Motte

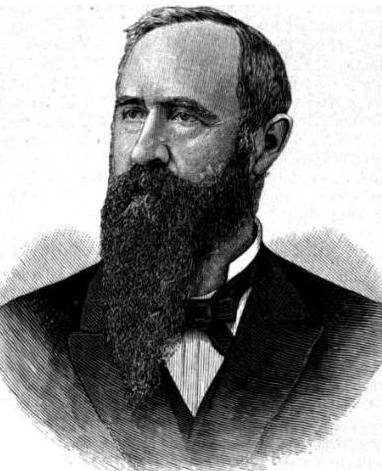
Mark L. De Motte

Mark Lindsey De Motte (* 28. Dezember 1832 in Rockville, Parke County, Indiana; † 23. September 1908 in Valparaiso, Indiana) war ein US-amerikanischer Politiker. Zwischen 1881 und 1883 vertrat er den Bundesstaat Indiana im US-Repräsentantenhaus.

## Leben
Nach der Grundschule studierte Mark De Motte bis 1853 an der Asbury University, der späteren DePauw University in Greencastle, Literatur. Nach einem anschließenden Jurastudium an der gleichen Universität und seiner 1855 erfolgten Zulassung als Rechtsanwalt begann er in Valparaiso in diesem Beruf zu arbeiten. Im Jahr 1856 wurde er Staatsanwalt im 67. Gerichtsbezirk von Indiana. Während des Bürgerkrieges diente De Motte im Heer der Union. Dabei stieg er bis zum Hauptmann auf.
Nach seiner Militärzeit zog er nach Lexington in Missouri, wo er eine Zeitung erwarb und herausgab. Politisch war Mark De Motte Mitglied der Republikanischen Partei. In den Jahren 1872 und 1876 kandidierte er jeweils erfolglos für den Kongress. 1876 war er Delegierter zur Republican National Convention in Cincinnati, auf der Rutherford B. Hayes als Präsidentschaftskandidat nominiert wurde. Im Jahr 1877 kehrte er nach Valparaiso zurück, wo er wieder als Anwalt praktizierte. Zwei Jahre später gründete er die Northern Indiana Law School, deren Dekan er ab 1890 bis zu seinem Tod im Jahr 1908 war.
Bei den Kongresswahlen des Jahres 1880 wurde De Motte im zehnten Wahlbezirk von Indiana in das US-Repräsentantenhaus in Washington, D.C. gewählt, wo er am 4. März 1881 die Nachfolge von William H. Calkins antrat. Da er im Jahr 1882 dem Demokraten Thomas Jefferson Wood unterlag, konnte er bis zum 3. März 1883 nur eine Legislaturperiode im Kongress absolvieren. Zwischen 1886 und 1890 saß Mark De Motte im Senat von Indiana; von 1890 bis 1894 war er Posthalter in Valparaiso. In dieser Stadt verstarb er am 23. September 1908.